# Toldac
Toldac (* 24. Januar 1957 in Malo-les-Bains, Frankreich), eigentlich Michel Fournier, ist ein französischer Comicautor.

## Leben
Toldac wurde 1957 geboren und beteiligt sich seit 1983 am Magazin Spirou. Sein Bruder Pierre Makyo, mit dem er oft zusammenarbeitet, ist auch Comicautor.
Außerdem schrieb Toldac Comicszenarien für diverse Comiczeichner.
Ein Teil seiner Werke ist auch in deutscher Sprache erschienen.

## Werke (Auswahl)
- 1988–1990: Die Bogros (französisch: Les Bogros; 3 Bände; mit Makyo, Vittorio Léonardo u. a.)
- 2003–2007: A.D.N (4 Bände; mit Makyo, Bruno Rocco, Cerise u. a.)
- 2015: Spirou und Fantasio – Ein großer Kopf (französisch: La Grosse Tête; Spezialalbum 20; Carlsen; mit Makyo und Téhem)